# Aéroport international de Hohhot-Shengle
L'aéroport international de Hohhot-Shengle (chinois simplifié : 呼和浩特盛乐国际机场 ; chinois traditionnel : 呼和浩特盛樂國際機場 ; pinyin : Hūhéhàotè shèng lè guójì jīchǎng) est un aéroport en construction qui desservira Hohhot, la capitale de la région autonome de Mongolie intérieure, dans le nord de la Chine. Une fois terminé, il remplacera l'actuel aéroport international de Baita. Il est situé dans le canton de Qiaoshiying, comté d'Horinger, au sud du centre-ville.

## Histoire
Hohhot est actuellement desservie par l'aéroport international de Hohhot Baita. En raison de l'expansion rapide de la ville, l'aéroport est désormais entouré de zones urbaines. Il n'a plus de place pour s'étendre et accueillir un trafic croissant, sans compter que la présence de l'aéroport au milieu de la ville a fortement restreint le développement urbain.
En avril 2012, la ville de Hohhot a lancé le projet de construction d'un nouvel aéroport pour remplacer l'aéroport de Baita. Un site dans le canton de Qiaoshiying, comté d'Horinger, au sud du centre-ville, a été choisi et dénommé aéroport international Hohhot-Shengle. Le nom fait référence à Shengle, capitale du royaume de Dai au IVe siècle. En septembre 2013, un bureau supervisant la construction de l'aéroport a été établi à Horinger et a commencé à acquérir les terrains et à relocaliser les résidents. L'Administration de l'aviation civile de Chine a évalué le site à partir de décembre 2013 et a donné son approbation en 2015. Le 15 janvier 2019, l'aéroport a été approuvé par la Commission nationale de développement et de réforme.

## Installations et construction
L'aéroport de Shengle disposera de deux pistes parallèles distantes de 2 km l'une de l'autre et reliées par des voies de circulation. La piste sud fera 3 800 m de long et 60 m de large (classe 4F) et la piste nord sera d'une longueur de 3 400 m et d'une largeur de 45 m (classe 4E). Il comportera un terminal de 260 000 m2, des aires de stationnement pour 125 avions, un de centre de transit de 50 000 m2 et un parking de stationnement de 95 000 m2. L'aéroport devrait desservir 28 millions de passagers par an d'ici 2030, ainsi que 320 000 tonnes de fret. Le budget total pour la construction est de 22, 37 milliards de yuans.
L'aéroport de Shengle sera relié au métro Hohhot. La rivière Baobei (宝贝河) sera détournée pour faire place au nouvel aéroport.